# Daoura (Tarfaya)
Daoura (en arabe : الدورة) est une commune marocaine située dans la province de Tarfaya en région Laâyoune-Sakia El Hamra, dans le cadre de l'administration territoriale marocaine. Elle constitue un point stratégique routier important entre Tarfaya et Laâyoune. En arabe, ses habitants sont appelés les dawriyyouns et dawriyyats. (non officiel)

## Géographie

### Localisation
Daoura se situe dans la zone du Sahara occidental, un territoire disputé par le Maroc et la République arabe sahraouie démocratique, la commune est sous contrôle marocain.
Elle se localise à environ 40 kilomètres de Laâyoune à vol d'oiseau et est bordée par l'Océan Atlantique.
|                  | Tah     |             |
| Océan Atlantique | Daoura  | El Hagounia |
| Foum El-Oued     | Dcheira |             |

### Climat
Daoura possède un climat désertique selon la classification de Köppen-Geiger. (BWh)

## Voies de transport
La commune, traversée par la route nationale 1, permet de relier Tarfaya à Laâyoune.

## Démographie et chiffres

### Population
Le recensement de la population marocaine est effectuée tout les 10 ans et les résultats sont publiés par le Haut-commissariat au plan du Royaume du Maroc.
| Année      | 1994 | 2004 | 2014  | 2024 |
| ---------- | ---- | ---- | ----- | ---- |
| Population | 966  | 878  | 1 108 | 902  |